# Apionidae
De Apionidae zijn een keverfamilie in de groep van de Curculionoidea. De Nederlandse naam voor leden van deze familie is 'spitsmuisjes' en ze lijken op snuitkevers. Wereldwijd zijn ongeveer 1900 soorten beschreven. 
De plaats van de Apionidae is in de wetenschap nog omstreden. Sommige autoriteiten plaatsen ze als onderfamilie in de Brentidae. 